# فيفتي شايدز أوف غراي (فلم)
فيفتي شايدز أوف غراي (بالإنجليزية: Fifty Shades of Grey) هو فيلم دراما إغراء ورومانسية أمريكي صدر عام 2015 من إخراج سام تايلور جونسون وسيناريو كيلي مارسيل، مقتبس من خمسون درجة من جراي للكاتبة إي.أل. جيمس التي صدرت سنة 2011. الفيلم من بطولة داكوتا جونسون بدور أناستازيا ستيل، خريجة جامعية تدخل في علاقة جنسية سادية مع المليادير شاب كريستيان غراي (جيمي دورنان).
عرض الفيلم لأول مرة في مهرجان برلين السينمائي الدولي الخامس والستين في 11 فبراير 2015، وصدر عالمياً في 13 فبراير 2015 من قبل يونيفرسل ستوديوز. على الرغم من الاستقبال المتباين من قبل النقاد، حقق الفيلم نجاح فوري كبير جداً في شباك التذاكر، جامعاً أكثر من 266 مليون $ عالمياً. من المقرر إصدار الجزء الثاني في 2017.

## القصة
عندما تقابل طالبة شابة -تدرس الأدب تُدعى أناستازيا ستيل (داكوتا جونسون)- رجل فاحش الثراء ووسيم يُدعى كريستيان جراي (جايمي دورنان) كنوعٍ من الجميل لصديقتها كايت كافانج (إيلويز مومفورد) تنقلب حياتها بعدما تنبهر بفطنته ووسامته. تعتقد أناستازيا بشكلٍ ساذج أنها تحبه وتبدأ في السعي من أجل التقرب منه بكل السبل المتاحة. على الجانب الآخر يعجب كريستيان بجمالها ولكن بطريقته الخاصة ووفقًا لشروطه، تتعقد حياتهما بعدما يتقربان من بعضهما البعض .

## طاقم التمثيل
- داكوتا جونسون بدور أناستازيا ستيل
- جيمي دورنان بدور كريستيان غراي
- إلويس مومفورد بدور كاثرين «كيت» كافانا
- جنيفر إيل بدور كارلا ويلكس
- مارسيا غاي هاردن بدور غريس تريفيليان غراي

## الاستقبال

### شباك التذاكر
وصلت مرابيح الفلم إلى 166.2 مليون دولار في أمريكا الشمالية والى 404.8 في بقية انحاء العالم رغم ان ميزانيته تتجاوز 40 مليون دولار.

### رأي النقاد
تلقى الفيلم مراجعات متابينة من قبل النقاد. الفيلم حصل على تقييم 26% على موقع الطماطم الفاسدة، بناءً على 167 مراجعة، مع متوسط تقييم 4.2/10. ميتاكريتيك أعطى الفيلم 47 من 100 بناءً على 41 مراجعة. سامح سعد من موقع الشاشة الغربية أعطى الفيلم مراجعة سلبية وقال عنه: «لدينا صناع أفلام يرسلون المرأة للفضاء للمساعدة في إنقاذ البشرية وهناك آخرون يرسلونها عارية إلى غرفة النوم ليتم جلدها».

## روابط خارجية
- الموقع الرسمي
- مقالات تستعمل روابط فنية بلا صلة مع ويكي بيانات

لا توجد روابط لمواقع التواصل الاجتماعي.